# Charles Francis Richter
Charles Francis Richter (Overpeck, Ohio, 26. travnja 1900. – Pasadena, Kalifornija, 30. rujna 1985.) američki seizmolog i fizičar. Najpoznatiji je po ljestvici kojom se mjeri jačina potresa - Richterova ljestvica‎. Doktorirao (1928.) na Kalifornijskom tehnološkom institutu. Od 1927. radio u seizmološkom laboratoriju u Pasadeni i predavao fiziku i seizmologiju u Kalifornijskom tehnološkom institutu (od 1937. do 1970.). S B. Gutenbergom razvio ljestvicu magnituda potresa (1935.) koja danas nosi njegovo ime. Mohorovičićeve hodokrone iz 1922., proširene i preinačene 1958. kao Gutenberg-Richterove, primjenjivane su za određivanje nekoliko Zemljinih modela (takozvani G-modeli).

## Životopis
Rođen je u Hamiltonu, Ohio. Studij je pohađao na sveučilištu Stanford gdje je diplomirao 1920. godine. 1928. godine počeo je s radom na doktorskoj tezi iz teorijske fizike na Caltechu (Kalifornijskom tehnološkom institutu), no prije no što je doktorirao ponuđen mu je posao na Institutu Carnegie u Washingtonu. U to doba posao je fasciniran seizmologijom. Potom, radio je u novoosnovanom seizmološkom laboratoriju u Pasadeni, čije je voditelj bio Beno Gutenberg. 1932. godine Richter i Gutenberg su razvili standardnu ljestvicu za mjerenje relativnih veličina izvora potresa, i nazvali su je Richterova ljestvica. Richter se 1937. godine vratio na Kalifornijski tehnološki institute gdje je radio do mirovine, profesor seizmologije je postao 1952. godine.

## Richterova ljestvica
| Richterove magnitude | Opis potresa | Učinci djelovanja potresa                                                                           | Učestalost pojave             |
| -------------------- | ------------ | --------------------------------------------------------------------------------------------------- | ----------------------------- |
| Ispod 2,0            | Mikro        | Mikropotresi, ne osjećaju se.                                                                       | Oko 8 000 po danu             |
| 2,0 – 2,9            | Manji        | Općenito se ne osjete, ali bilježe ih seizmografi.                                                  | Oko 1 000 po danu             |
| 3,0 – 3,9            | Manji        | Često se osjete, no rijetko uzrokuju štetu.                                                         | 49 000 godišnje (procjena)    |
| 4,0 – 4,9            | Lagani       | Osjetna drmanja pokućanstva, zvukovi trešnje. Značajnija oštećenja rijetka.                         | 6 200 godišnje (procjena)     |
| 5,0 – 5,9            | Umjereni     | Uzrokuje štetu na slabijim građevinama u ruralnim regijama, moguća manja šteta kod modernih zgrada. | 800 godišnje                  |
| 6,0 – 6,9            | Jaki         | Može izazvati štete u naseljenim područjima 160 km od epicentra.                                    | 120 godišnje                  |
| 7,0 – 7,9            | Veliki       | Uzrokuje ozbiljnu štetu na velikom području.                                                        | 18 godišnje                   |
| 8,0 – 8,9            | Razarajući   | Može prouzrokovati golemu štetu i po tisuću kilometara od epicetra.                                 | 1 godišnje                    |
| 9,0 – 9,9            | Razarajući   | Katastrofalni potres koji uništava većinu objekata u krugu od nekoliko tisuća kilometara.           | 1 u 20 godina                 |
| 10,0+                | Epski        | Nikada nisu zabilježeni.                                                                            | Ekstremno rijetki (nepoznati) |

## Vanjske poveznice
- Intervju s Charlesom Richterom  Arhivirana inačica izvorne stranice od 3. prosinca 2013. (Wayback Machine) (na engleskom jeziku)